# Menschenschmuggel
Menschenschmuggel ist eine Übersetzung des englischen Begriffs smuggling of migrants aus dem Zusatzprotokoll gegen die Schleusung von Migranten auf dem Land-, See- und Luftweg zum Übereinkommen der Vereinten Nationen gegen die grenzüberschreitende organisierte Kriminalität. Er ist abzugrenzen von dem Begriff Menschenhandel (trafficking in persons) im Zusatzprotokoll zur Verhütung, Bekämpfung und Bestrafung des Menschenhandels, insbesondere des Frauen- und Kinderhandels.

## Begriff
Der deutsche Ausdruck „Schleusung von Migranten“ (Menschenschmuggel) bezeichnet die Herbeiführung der unerlaubten Einreise einer Person in einen Vertragsstaat, dessen Staatsangehörige sie nicht ist oder in dem sie keinen ständigen Aufenthalt hat, mit dem Ziel, sich unmittelbar oder mittelbar einen finanziellen oder sonstigen materiellen Vorteil zu verschaffen (Art. 3 lit. a Zusatzprotokoll Schleusung).
Dagegen bezeichnet der Ausdruck „Menschenhandel“ die Anwerbung, Beförderung, Verbringung, Beherbergung oder Aufnahme von Personen durch die Androhung oder Anwendung von Gewalt oder anderen Formen der Nötigung, durch Entführung, Betrug, Täuschung, Missbrauch von Macht oder Ausnutzung besonderer Hilflosigkeit oder durch Gewährung oder Entgegennahme von Zahlungen oder Vorteilen zur Erlangung des Einverständnisses einer Person, die Gewalt über eine andere Person hat, zum Zweck der Ausbeutung (Art. 3 lit. a Zusatzprotokoll Menschenhandel).
Während der Menschenhandel die unfreiwillige, gewaltsame Verbringung von Menschen zum Zweck ihrer Ausbeutung am Zielort bezeichnet, ist das für den Menschenschmuggel nicht erforderlich. Es genügt beispielsweise die Herstellung oder das Bereitstellen eines gefälschten Reise- oder Identitätsdokuments, um einen illegalen Grenzübertritt und den unrechtmäßigen Aufenthalt im Zielland zu ermöglichen (Art. Abs. 1 Zusatzprotokoll Schleusung).
Für Menschenschmuggel werden nach dem Zusatzprotokoll Schleusung in den Vertragsstaaten nicht die Migranten, sondern die daran beteiligten organisierten kriminellen Gruppen bestraft (Art. 5, 6 Zusatzprotokoll Schleusung).
In Deutschland ist das Einschleusen von Ausländern nach § 96, § 97 AufenthG (sog. Schleuserkriminalität) strafbar, in Österreich als Schlepperei nach § 114 FPG.

## Wesen
Der Schmuggel von Menschen steht zumeist im Zusammenhang mit der illegalen Migration. Die Schmuggler erhalten von den geschmuggelten Menschen Geld.
Der Menschenschmuggel stellt einen Wirtschaftsfaktor der internationalen organisierten Kriminalität dar. Seine Mechanismen und Machtstrukturen beschreiben der Kriminologe Andrea Di Nicola und der Journalist Giampaolo Musumeci in ihrem Buch Bekenntnisse eines Menschenhändlers. Das Milliardengeschäft mit den Flüchtlingen. Di Nicola und Musumeci führen an, Menschenschmuggel sei das profitabelste Geschäft nach dem Drogenhandel. Ihr Buch zeigt zudem enge Verquickungen des Schleusergeschäfts mit dem Drogenhandel auf. Werden Schleuser gefasst, bleiben die Schleuserbosse und Mittelsmänner ähnlich wie im Drogenhandel meist unerkannt.

## Todesfälle
Die illegale Einwanderung ist gefährlich. Die geschmuggelten Menschen sind regelmäßig einer Gefahr für Leib und Leben ausgesetzt. So kam etwa ein versuchter Menschenschmuggel kurz vor dem Ziel Großbritannien zu einem tragischen Ende. Am 19. Juni 2000 entdeckten britische Zollbeamte im Fährhafen von Dover in einem Lastkraftwagen hinter Tomatenkisten die Leichen von 58 Menschen. Wie sich später bei polizeilichen Nachforschungen herausstellte, waren 54 Männer und vier Frauen aus der chinesischen Provinz Fujian aufgebrochen, um im Vereinigten Königreich illegal einzuwandern und dort Arbeit zu finden. Ihr langer Weg über Russland, die Ukraine, Tschechien, Deutschland und die Niederlande fand ein jähes Ende, als bei der Überfahrt auf einer Fähre über dem Ärmelkanal die Belüftung des Containers ausfiel und die Gruppe im Laderaum erstickte.
Bei einem Bootsunglück vor Lampedusa kamen am 3. Oktober 2013 ca. 390 Menschen ums Leben. In einer Flüchtlingsboot-Havarie im September 2014 ertranken über 480 Menschen. Am 19. April 2015 ereignete sich das vermutlich größte Schiffsunglück im Mittelmeer seit 50 Jahren mit geschätzten 800 Toten.
In der Nacht vom 26. auf den 27. August 2015 wurden im burgenländischen Parndorf in einem abgestellten Kühlwagen die Leichen von 71 geschmuggelten Menschen entdeckt, die vermutlich darin erstickt waren (Flüchtlingstragödie bei Parndorf). Wenige Stunden nach dem Leichenfund in Österreich, ertranken am Abend des 27. August 2015 bis zu 200 Flüchtlinge vor der Küste Libyens, nachdem das Boot mit 400 Passagieren gekentert war.
Am Morgen des 2. September 2015 wurde die Leiche des 2-jährigen Kleinkindes Alan Kurdi am Strand der türkischen Stadt Bodrum angespült, er war ein syrisches Flüchtlingskind, das mit seinem 5-jährigen Bruder Ghalib und seiner Mutter Rehan mit einem Schlauchboot voller Flüchtlinge kenterte und ertrank.
Am 20. April 2016 wurde nach Augenzeugenberichten bekannt, dass in der Woche zuvor bis zu 500 Migranten im Mittelmeer ertrunken sein sollen.
Ende Mai 2016 ertranken in einer Woche 880 Menschen, eine Woche später vor der libyschen Küste mindestens 100 mutmaßliche Flüchtlinge.
Am 27. Juni 2022 wurden in einem LKW 46 Tote gefunden; 16 Überlebende – darunter vier Kinder – wurden in Krankenhäuser gebracht. Bei den Verstorbenen und Verletzten handelt es sich um Migranten, wobei von Menschenschmuggel ausgegangen wird. Als der tödlichste Fall von Menschenschmuggel in den USA galt bis dahin derjenige, bei dem am 13. Mai 2003 im Süden von Texas 19 verstorbene Migranten in einem LKW gefunden wurden.

## Geschichte
Schon Ende des 19. Jahrhunderts lief Menschenschmuggel nach ganz ähnlichen Methoden wie heute ab, wie folgender Bericht von der ostpreußischen Grenze zeigt:

„Der Menschenschmuggel ist so gut organisiert, dass ihm die wachsamsten Grenzwächter ziemlich machtlos gegenüberstehen. Spione der Menschenhändler streifen die Grenze ab, finden sie, dass der Weg frei ist, so werden die zuvor in Scheunen und Ställen versteckt gehaltenen Auswanderer, die keinen Pass besitzen, über die Grenze nach Preußen getrieben, um dort zunächst in Stallungen von neuem versteckt zu werden. Ist der Weg ‚polizeifrei‘, so werden die Auswanderer den Menschenhändlern in Prositen oder Lyck zugeführt. Hier beginnt das Geschäft. Die grenzenlose Unkenntnis und Unselbständigkeit der Auswanderer macht es den Seelenschacherern leicht, bei jeder Gelegenheit die ‚Vermittelung‘ in die Hand zu bekommen. Die armen Teufel werden bis auf das Blut ausgesaugt. Wenn man bedenkt, dass jeder einzelne Auswanderer, ehe er weiter versandt wird, erst gründlich gerupft wird, und dass öfters Transporte von über zweihundert Auswanderern auf Schmuggelwagen durch die Menschenhändler den unbewachten Bahnstationen zugeführt werden, so erhellt daraus, dass dieses Geschäft überaus einträglich ist. Ergreift wirklich die Polizei einen Transport Auswanderer und bringt ihn über die Grenze, dann strecken sich dort schon unzählige gierige Hände nach den Unglücklichen aus, um sie zum zweitenmale gründlich auszuplündern und sie an einer anderen günstigeren Stelle wieder über die Grenze zu schmuggeln.“